# Cratere Wilkins
Wilkins è un cratere lunare di 59,44 km situato nella parte sud-orientale della faccia visibile della Luna.